# العلاقات الدنماركية البريطانية
العلاقات الدنماركية البريطانية هي العلاقات الثنائية التي تجمع بين الدنمارك والمملكة المتحدة.

## مقارنة بين البلدين
هذه مقارنة عامة ومرجعية للدولتين:
| وجه المقارنة                                              | الدنمارك                                                     | المملكة المتحدة                 |
| --------------------------------------------------------- | ------------------------------------------------------------ | ------------------------------- |
| المساحة (كم2)                                             | 42.92 ألف                                                    | 242.50 ألف                      |
| عدد السكان (نسمة)                                         | 5.79 مليون                                                   | 66.02 مليون                     |
| الكثافة السكانية (ن./كم²)                                 | 134.9                                                        | 272.25                          |
| العاصمة                                                   | كوبنهاغن                                                     | لندن                            |
| اللغة الرسمية                                             | اللغة الدنماركية                                             | لغة إنجليزية، اللغة الويلزية    |
| العملة                                                    | كرونة دنماركية                                               | جنيه إسترليني                   |
| الناتج المحلي الإجمالي (بليون دولار)                      | 324.87 مليار                                                 | 2.62 تريليون                    |
| الناتج المحلي الإجمالي (تعادل القوة الشرائية) بليون دولار | 278.61 مليار                                                 | 2.72 تريليون                    |
| الناتج المحلي الإجمالي الاسمي للفرد دولار أمريكي          | 51.99 ألف                                                    | 43.88 ألف                       |
| الناتج المحلي الإجمالي للفرد دولار أمريكي                 | 45.54 ألف                                                    | 40.23 ألف                       |
| مؤشر التنمية البشرية                                      | 0.900                                                        | 0.907                           |
| رمز المكالمات الدولي                                      | +45                                                          | +44                             |
| رمز الإنترنت                                              | .dk                                                          | .uk، .gb                        |
| المنطقة الزمنية                                           | توقيت وسط أوروبا، ت ع م+02:00، ت ع م+01:00، أوروبا/كوبنهاجن ‏ | توقيت غرينيتش، توقيت غرب أوروبا |

## مدن متوأمة
في ما يلي قائمة باتفاقيات التوأمة بين مدن دنماركية وبريطانية:
- ترتبط أودنسه مع سانت ألبانز باتفاقية توأمة منذ 22 أبريل 1989.[17][17][17][17]
- ترتبط Albertslund [الإنجليزية]‏ مع East Renfrewshire [الإنجليزية]‏ باتفاقية توأمة منذ 1987.
- ترتبط كلاكسويك مع ويك [الإنجليزية]‏ باتفاقية توأمة.
- ترتبط Frederikssund [الإنجليزية]‏ مع رامزغيت باتفاقية توأمة.
- ترتبط Ribe [الإنجليزية]‏ مع إيلي باتفاقية توأمة.
- ترتبط Aalborg Municipality [الإنجليزية]‏ مع إدنبرة باتفاقية توأمة منذ 1987.[18][18][19][19]
- ترتبط هولستيبرو مع Sherborne [الإنجليزية]‏ باتفاقية توأمة.
- ترتبط آلبورغ مع إدنبرة باتفاقية توأمة منذ 1963.[20][20][21][21]
- ترتبط Fredensborg Municipality [الإنجليزية]‏ مع Sudbury, Suffolk [الإنجليزية]‏ باتفاقية توأمة.

## منظمات دولية مشتركة
يشترك البلدان في عضوية مجموعة من المنظمات الدولية، منها:
| علم المنظمة | اسم المنظمة                               | تاريخ انضمام الدنمارك | تاريخ انضمام المملكة المتحدة |
| ----------- | ----------------------------------------- | --------------------- | ---------------------------- |
|             | وكالة الفضاء الأوروبية                    | ?                     | 28 مارس 1978                 |
|             | بنك التنمية الآسيوي                       | 1966                  | 1966                         |
|             | الاتحاد الأوروبي                          | 1973                  | 1973                         |
|             | وكالة ضمان الاستثمار متعدد الأطراف        | 12 أبريل 1988         | 12 أبريل 1988                |
|             | منظمة التعاون الاقتصادي والتنمية          | ?                     | 2 مايو 1961                  |
|             | الأمم المتحدة                             | 24 أكتوبر 1945        | 24 أكتوبر 1945               |
|             | الفريق المعني برصد الأرض                  | ?                     | ?                            |
|             | مركز تنسيق الحركة في أوروبا ‏              | ?                     | ?                            |
|             | منظمة حظر الأسلحة الكيميائية              | ?                     | ?                            |
|             | منظمة التجارة العالمية                    | 1995                  | 1995                         |
|             | منظمة الشرطة الجنائية الدولية             | ?                     | ?                            |
|             | البنك الإفريقي للتنمية                    | ?                     | ?                            |
|             | منظمة الأمن والتعاون في أوروبا            | 25 يونيو 1973         | 25 يونيو 1973                |
|             | مؤسسة التنمية الدولية                     | 30 نوفمبر 1960        | 24 سبتمبر 1960               |
|             | حلف شمال الأطلسي                          | 4 أبريل 1949          | 4 أبريل 1949                 |
|             | نظام تحكم تكنولوجيا القذائف               | 1990                  | 1987                         |
|             | يونسكو                                    | 4 نوفمبر 1946         | 4 نوفمبر 1946                |
|             | مجلس أوروبا                               | ?                     | 5 مايو 1949                  |
|             | الاتحاد البريدي العالمي                   | ?                     | ?                            |
|             | البنك الدولي للإنشاء والتعمير             | 30 نوفمبر 1960        | 27 ديسمبر 1945               |
|             | اتفاقية السماوات المفتوحة                 | ?                     | ?                            |
|             | المرصد الأوروبي الجنوبي                   | 1967                  | 2002                         |
|             | الاتحاد الدولي للاتصالات                  | 1866                  | 24 فبراير 1871               |
|             | مؤسسة التمويل الدولية                     | 20 يوليو 1956         | 20 يوليو 1956                |
|             | المنظمة الأوروبية لسلامة الملاحة الجوية   | 1994                  | 1960                         |
|             | المركز الدولي لتسوية المنازعات الاستشارية | 24 مايو 1968          | 18 يناير 1967                |
|             | مجموعة أستراليا                           | 1985                  | 1985                         |
|             | مجموعة الموردين النوويين                  | ?                     | ?                            |

## وصلات خارجية
- موقع وزارة الخارجية الدنماركية
- موقع وزارة الخارجية البريطانية